# Памятная медаль «25 лет вывода войск из Афганистана»
Памятная медаль «25 лет вывода войск из Афганистана» (укр. пам'ятна медаль «25 років виведення військ з Афганістану») — знак отличия президента Украины — государственная награда Украины, установленная в честь 25-й годовщины вывода войск бывшего СССР из Республики Афганистан для награждения участников боевых действий на территории Республики Афганистан в период 1979—1989 годов и инвалидов войны из их числа.

## История награды
Знак отличия президента Украины — памятная медаль «25 лет вывода войск из Афганистана» учреждена указом президента Украины В. Ф. Януковича 14 февраля 2014 года. Тем же указом было постановлено наградить памятной медалью участников боевых действий на территории Республики Афганистан в период 1979—1989 годов и инвалидов войны из их числа.
Указом также было поручено Кабинету Министров Украины, Государственному управлению делами вместе с Национальным банком Украины обеспечить изготовление медали, удостоверений и футляров к ней.
Медаль была учреждена во время перемирия в ходе политического кризиса на Украине 2013—2014 годов; вскоре силовое противостояние было возобновлено, и через неделю после обнародования Указа Янукович был отстранён от власти.
Позднее в 2014 году Министерство социальной политики Украины подготовило проект указа президента Украины "Об утрате силы Указа Президента Украины от 14 февраля 2014 № 79 «Об установлении знака отличия Президента Украины — памятной медали „25 лет вывода войск из Афганистана“»". Председатель Украинского союза ветеранов Афганистана С. В. Червонопиский обратился к президенту Украины Петру Порошенко с просьбой дать поручение о внесении необходимых изменений в Указ В. Ф. Януковича, или его отмены и издания акта в новой редакции, с установлением реальных сроков выполнения с учётом новой политической и экономической ситуации в государстве.
20 октября 2014 года на совещании в Министерстве социальной политики Украины с представителями Всеукраинских общественных объединений ветеранов было принято решение о принятии дополнительных мер с целью изготовления и вручения медалей ветеранам войны в Афганистане.
18 ноября 2014 года президент Украины Пётр Порошенко во время встречи с членами Всеукраинской ассоциации ветеранов Афганистана наградил 38 воинов-«афганцев» памятными медалями «25 лет вывода войск из Афганистана» за значительный личный вклад в развитие ветеранского движения, патриотического воспитания молодежи и по случаю празднования на Украине года участников боевых действий на территории других государств. Также был обнародован указ президента Украины № 765/2014 от 10 октября 2014 года «Вопросы награждения знаком отличия Президента Украины — памятной медалью „25 лет вывода войск из Афганистана“», которым были вновь утверждены Положение о знаке отличия, рисунок и образец бланка удостоверения; исключён пункт Указа В.Януковича о награждении; вновь постановлено наградить знаком отличия президента Украины — памятной медалью «25 лет вывода войск из Афганистана» участников боевых действий на территории Республики Афганистан в период 1979—1989 годов и инвалидов войны из их числа.

## Положение о памятной медали
- Знаком отличия президента Украины — памятной медалью «25 лет вывода войск из Афганистана» награждаются участники боевых действий на территории Республики Афганистан в период 1979—1989 годов и инвалиды войны из их числа.
- Вручение памятной медали производится в торжественной обстановке президентом Украины или от его имени руководителями центральных органов исполнительной власти, Председателем Совета министров Автономной Республики Крым, председателями областных, Киевской и Севастопольской городских государственных администраций, руководителями зарубежных дипломатических учреждений Украины.
- Лицу, награждённому памятной медалью, вместе с медалью вручается удостоверение установленного образца.
- Вручение памятной медали проводится согласно Списку лиц, представленных к награждению памятной медалью, который составляется и утверждается соответствующими центральными органами исполнительной власти, Советом министров Автономной Республики Крым, областными, Киевской и Севастопольской городскими государственными администрациями.
- Основанием для включения в Список являются документы, подтверждающие в соответствии с законодательством статус лица — участника боевых действий на территории Республики Афганистан в период 1979—1989 годов, инвалида войны из их числа.

## Описание памятной медали
- Памятная медаль имеет форму круга диаметром 32 мм серебристого цвета с выпуклым бортиком по краю.
- На лицевой стороне памятной медали в центре на фоне стилизованного изображения моста Хайратон — фигуры трёх воинов-интернационалистов (фрагмент Мемориала (памятника) воинам Украины, погибшим в Афганистане, г. Киев), в нижней части размещена надпись красного цвета — «1989-2014».
- На оборотной стороне памятной медали надпись в три строки: «25 РОКІВ ВИВЕДЕННЯ ВІЙСЬК З АФГАНІСТАНУ»
- Памятная медаль соединяется с прямоугольной колодкой, обтянутой лентой, с помощью кольца с ушком. Размеры прямоугольной колодки к медали — 28 × 42 мм, фигурной скобки и закруглённого выступа к колодке — соответственно 30 × 2 мм и 2 мм.
- Лента к памятной медали муаровая, шириной 28 мм, серого цвета с двумя продольными красными полосками шириной по 4 мм на расстоянии 4 мм от краёв ленты. Планка к памятной медали, размером 28 × 12 мм, обтянута лентой того же цвета.
- Памятная медаль крепится к одежде с помощью застёжки, находящейся на обратной стороне колодки, с предохранителем.
- Памятная медаль изготавливается методом штамповки из нейзильбера с патинированием.

## Порядок ношения
Знак отличия президента Украины — памятная медаль «25 лет вывода войск из Афганистана» носится на левой стороне груди после знака отличия президента Украины — юбилейной медали «25 лет независимости Украины».